# Шульгач, Виктор Петрович
Виктор Петрович Шульга́ч (род. 21 мая 1958, Берестяное, Волынская область) — советский и украинский преподаватель, учёный филолог-славист, специализирующийся в украинском языке, ономастике и этимологии. Кандидат филологических наук (1990), старший научный сотрудник (1996), доктор филологических наук (1999). Заведующий отделом ономастики (2001—2016), ведущий научный сотрудник (с 2016), заведующий (с 2018) отдела истории украинского языка и ономастики Института украинского языка Национальной академии наук Украины. Автор около 300 научных работ, включая статьи (некоторые из которых публиковались в ведущих изданиях славянских стран), личные и коллективные монографии, справочники. Ответственный редактор многих изданий. Участник множества всеукраинских и международных конференций.

## Биография
Родился 21 мая 1958 года в селе Берестяное Волынской области.
В 1982 году закончил Киевский государственный университет имени Тараса Шевченко.
В 1986—1989 годах учился в аспирантуре Института языкознания Академии Наук, где его научным руководителем была доктор филологических наук И. М. Железняк.
С 1989 года работал в отделе ономастики Института языкознания вначале младшим, а впоследствии старшим научным сотрудником.
21 марта 1990 года защитил диссертацию на соискание учёной степени кандидата филологических наук по специальности «Украинский язык» на тему «Давньоруська гідронімія басейну р. Стир».
29 октября 1996 года получил учёное звание старший научный сотрудник.
9 июня 1999 года защитил диссертацию на соискание учёной степени доктора филологических наук по специальности «Украинский язык» на тему «Праслов’янський гідронімний фонд межиріччя Західного Бугу і Стиру».
С 26 марта 2001 года по 30 ноября 2016 года занимал должность заведующего отделом ономастики (по другим сведениям, с 2002 года возглавлял отдел терминологии и ономастики) в Институте украинского языка Национальной академии наук Украины.
С 1 декабря 2016 года занимает должность ведущего научного сотрудника отдела истории украинского языка и ономастики в Институте украинского языка Национальной академии наук Украины.
По состоянию на 21 мая 2018 года занимал должность заведующего отделом истории украинского языка и ономастики в Институте украинского языка Национальной академии наук Украины.
Является преподавателем, учёным филологом-славистом, специалистом в области ономастики и этимологии. Круг его научных интересов связан с проблемами реконструкции праславянского ономастичного фонда. Особое место в исследовании славянских имён собственных уделяет гидронимам. Является автором около 300 научных работ, опубликованных на Украине и в других странах. Помимо многочисленных персональных статей и монографий является соавтором нескольких коллективных монографий, активным составителем библиографических указателей и ономастических словарей. Является инициатором выпуска академической серии печатных изданий «Бібліотека української ономастики».
Является руководителем и ответственным редактором готовящегося к изданию многотомного фундаментального исследования «Словник ойконімів України». С 2002 года является активным членом редколлегии и ответственным редактором некоторых выпусков издаваемого Институтом украинского языка НАН Украины ежегодника «Студії з ономастики та етимології».
Активно участвует во всеукраинских и международных круглых столах, конференциях, симпозиумах, съездах, посвящённых актуальным вопросам славянской этимологии и ономастики. Его работы публикуются в ведущих изданиях России, Белоруссии, Болгарии, Словении, Словакии, Македонии, Чехии, Польши.

## Публикации

### Персональные публикации
1. Шульгач В. П. Гідронімія басейну Стиру :  [укр.]. — Киев : Наукова думка, 1993. — 144 с. — ISBN 5-12-003823-9.
2. Шульгач В. П. Праслов’янський гідронімний фонд (фрагмент реконструкції) :  [укр.]. — Киев, 1998. — 368 с. — ISBN 966-02-0431-0.
3. Шульгач В. П. Ойконімія Волині: Етимологічний словник-довідник :  [укр.]. — Киев : Кий, 2001. — 189 с.
4. Шульгач В. П. Нариси з праслов'янської антропонімії. Частина I :  [укр.]. — Киев : Видавництво «Довіра», 2008. — 413 с. — (Бібліотека української ономастики). — 300 экз. — ISBN 976-966-507-246-1.
5. Шульгач В. П. Старожитня гідронімія України і праслов’янський ономастичний континуум :  [укр.] // Мовознавство. — 2008. — № 2—3. — С. 50—61. — ISSN 0027-2833.
6. Шульгач В. П. Болг. диал. КЪН в славянском апеллятивном и проприальном контексте :  [укр.] // Балканско езикознание. — 2009. — Т. XVIII, № 1—2. — С. 51—59.
7. Шульгач В. П. Фрагмент праслов’янського антропонімного фонду (похідні з коренем *Mъrd-) :  [укр.] // Състояние и проблеми на българската ономастика. — Велико Търново : Унив. изд. "Св. св. Кирил и Методий", 2010. — Т. 11. Материали от международна научна конференция "Славянска и балканска ономастика" (Велико Търново 25-26.09.2009 г.). — С. 326—338.
8. Шульгач В. П. Лексико-словотвірна мікросистема з коренем *Měz- (на матеріалі антропонімії) :  [укр.] // Життя – у слові: Збірник наукових праць на пошану академіка В.М. Русанівського (1931–2007) / Відп. ред. В.Г. Скляренко. — Киев, 2011. — 139—143 с.
9. Шульгач В. П. Про один із випадків делабіалізації у слов’янських мовах (лексична система L’ud- › Lid-) :  [укр.] // Praslovanska dialektizacija v luči etimoloških raziskav: Ob stoti obletnici rojstva akademika Franceta Bezlaja : Zbornik referatov z mednarodnega znanstvenega simpozija v Ljubljani, 16.–18. septembra 2010 / Uredili M. Furlan in A. Šivic-Dular. — Ljubljana, 2012. — С. 241—250.
10. Шульгач В. П. Палеотопонимия Украины и праславянский ономастический фонд :  [укр.] // XV Міжнародны з’езд славістаў (Мінск, Беларусь, 20–27 жніўня 2013 г.) : Тэзісы дакладаў: У 2 т. — Мінск, 2013. — Т. 1: Мовазнаўства / Рэдкал.: А.А. Лукашанец (гал. рэд.) і інш. — С. 223.
11. Шульгач В. П. Нариси з праслов’янської антропонімії. Частина I :  [укр.]. — Киев : Довіра, 2008. — 413 с. — (Бібліотека української ономастики). — 300 экз. — ISBN 978-966-507-246-1.
12. Шульгач В. П. Нариси з праслов’янської антропонімії. Частина II :  [укр.]. — Киев, 2015. — 504 с. — (Бібліотека української ономастики). — 100 экз. — ISBN 978-966-02-7561-4.
13. Шульгач В. П. Нариси з праслов’янської антропонімії. Частина III :  [укр.]. — Киев, 2016. — 472 с. — (Бібліотека української ономастики). — 100 экз. — ISBN 978-966-02-7870-7.
14. Шульгач В. П. Нариси з праслов’янської антропонімії. Частина IV :  [укр.]. — Киев, 2017. — 488 с. — (Бібліотека української ономастики). — ISBN 978-966-02-8266-7.
15. Шульгач В. П. Нариси з праслов’янської антропонімії. Частина V :  [укр.]. — Киев, 2018. — 440 с. — (Бібліотека української ономастики). — 100 экз. — ISBN 978-966-02-8496-8.
16. Шульгач В. П. Нариси з праслов’янської антропонімії. Частина VI :  [укр.]. — Киев, 2019. — (Бібліотека української ономастики). — ISBN 978-966-02-8845-4.
17. Шульгач В. П. Нариси з праслов’янської антропонімії. Частина VII :  [укр.]. — Киев, 2022. — 384 с. — (Бібліотека української ономастики). — ISBN 978-966-02-7560-7.

### Коллективные публикации
1. Ономастика України І тисячоліття нашої ери :  [укр.] / [О. В. Абакумов, Г. Є. Бучко, Д. Г. Бучко та ін. ; відп. ред. І. М. Желєзняк]. — Киев : Наук. думка, 1992. — 272, [2] с.
2. Богоєдова Т.М., Желєзняк І.М., Карпенко О.П., Козлова Р.М., Стрижак О.С. та ін. Ономастика України та етногенез східних слов’ян :  [укр.] / [Богоєдова Т.М. та ін. ; відп. ред. І.М. Желєзняк] ; НАН України, Ін-т укр. мови. — Киев : Інститут української мови, 1998. — 227 с. — ISBN 5-7763-4570-7.
3. Ономастика Полісся :  [укр.] / редколегiя: I. М. Желєзняк (вiдповiдальний редактор), О. П. Карпенко, В. П. Шульгач ; Нацiональна Академiя Наук України, Iнститут українскої мови. — Киев, 1999. — 234 с. — ISBN 9660207395.
4. Словник мікрогідронімів України :  [укр.] / ред. Карпенко, О.П. — Киев : Обереги, 2004. — 448 с. — ISBN 966-513-026-9.

## Награды
- 2013 — «За професійні здобутки» (награда НАН Украины)[7]
- 2016 — «Незалежність України» (медаль международной академии рейтинговых технологий и социологии «Золотая Фортуна»)[7]